# Gniby
Gniby est une localité du Sénégal, située dans le département de Kaffrine et la région de Kaffrine.
C'est le chef-lieu de l'arrondissement de Gniby depuis la création de celui-ci par un décret du 10 juillet 2008.
On y dénombre, selon une source de 2009, 3 882 personnes pour 363 ménages.